# Giappone ai Giochi della XXXIII Olimpiade
Il Giappone ha preso parte ai Giochi della XXXIII Olimpiade, svoltisi a Parigi dal 26 luglio all'11 agosto 2024, con una delegazione di 432 atleti, 231 uomini e 201 donne in 41 discipline.
I portabandiera alla cerimonia di apertura sono stati Shigeyuki Nakarai e Misaki Emura.

## Medagliere
| Riepilogo quotidiano | Riepilogo quotidiano | Riepilogo quotidiano | Riepilogo quotidiano | Riepilogo quotidiano | Riepilogo quotidiano |
| -------------------- | -------------------- | -------------------- | -------------------- | -------------------- | -------------------- |
| Giorno               | Data                 | Oro                  | Argento              | Bronzo               | Totale               |
| 1º                   | 27 luglio            | 1                    | 0                    | 1                    | 2                    |
| 2º                   | 28 luglio            | 3                    | 2                    | 0                    | 5                    |
| 3º                   | 29 luglio            | 2                    | 0                    | 3                    | 5                    |
| 4º                   | 30 luglio            | 1                    | 0                    | 0                    | 1                    |
| 5º                   | 31 luglio            | 1                    | 1                    | 0                    | 2                    |
| 6º                   | 1 agosto             | 0                    | 0                    | 1                    | 1                    |
| 7º                   | 2 agosto             | 0                    | 1                    | 1                    | 2                    |
| 8º                   | 3 agosto             | 0                    | 1                    | 3                    | 4                    |
| Totale               | Totale               | 8                    | 5                    | 9                    | 22                   |

### Per disciplina
| Sport        | Oro | Argento | Bronzo | Totale |
| ------------ | --- | ------- | ------ | ------ |
| Judo         | 3   | 2       | 3      | 8      |
| Skateboard   | 2   | 1       | 0      | 3      |
| Scherma      | 1   | 1       | 2      | 4      |
| Ginnastica   | 2   | 0       | 0      | 2      |
| Nuoto        | 0   | 1       | 0      | 1      |
| Badminton    | 0   | 0       | 2      | 2      |
| Equitazione  | 0   | 0       | 1      | 1      |
| Tennistavolo | 0   | 0       | 1      | 1      |
| Totale       | 8   | 5       | 9      | 22     |

### Medaglie
| Medaglia | Nome                                                                                           | Sport        | Evento                        |
| -------- | ---------------------------------------------------------------------------------------------- | ------------ | ----------------------------- |
| Oro      | Natsumi Tsunoda                                                                                | Judo         | 48 kg femminile               |
| Oro      | Hifumi Abe                                                                                     | Judo         | 66 kg maschile                |
| Oro      | Coco Yoshizawa                                                                                 | Skateboard   | Street femminile              |
| Oro      | Koki Kano                                                                                      | Scherma      | Spada individuale maschile    |
| Oro      | Yuto Horigome                                                                                  | Skateboard   | Street maschile               |
| Oro      | Takaaki Sugino Shinnosuke Oka Daiki Hashimoto Kazuma Kaya Wataru Tanigawa                      | Ginnastica   | Concorso a squadre maschile   |
| Oro      | Takanori Nagase                                                                                | Judo         | 81 kg maschile                |
| Oro      | Shinnosuke Oka                                                                                 | Ginnastica   | Concorso individuale maschile |
| Argento  | Liz Akama                                                                                      | Skateboard   | Street femminile              |
| Argento  | Tomoyuki Matsushita                                                                            | Nuoto        | 400 metri misti maschili      |
| Argento  | Sanshiro Murao                                                                                 | Judo         | 90 kg maschile                |
| Argento  | Akira Komata Koki Kano Masaru Yamada Kazuyasu Minobea                                          | Scherma      | Spada a squadre maschile      |
| Argento  | Natsumi Tsunoda Takanori Nagase Sanshiro Murao Haruka Funakubo Ryuju Nagayama Soichi Hashimoto | Judo         | Squadre miste                 |
| Bronzo   | Yoshiaki Oiwa Kazuma Tomoto Toshiyuki Tanaka Ryuzo Kitajima                                    | Equitazione  | Concorso completo a squadre   |
| Bronzo   | Soichi Hashimoto                                                                               | Judo         | 73 kg maschile                |
| Bronzo   | Haruka Funakubo                                                                                | Judo         | 57 kg femminile               |
| Bronzo   | Sera Azuma Yuka Ueno Karin Miyawaki Komaki Kikuchi                                             | Scherma      | Fioretto a squadre femminile  |
| Bronzo   | Yuta Watanabe Arisa Higashino                                                                  | Badminton    | Doppio misto                  |
| Bronzo   | Hina Hayata                                                                                    | Tennistavolo | Singolo femminile             |
| Bronzo   | Nami Matsuyama Chiharu Shida                                                                   | Badminton    | Doppio femminile              |
| Bronzo   | Risa Takashima Seri Ozaki Misaki Emura Shihomi Fukushima                                       | Scherma      | Sciabola a squadre femminile  |

### Statistiche

#### Medaglie per genere
| Sesso      | Oro | Argento | Bronzo | Totale |
| ---------- | --- | ------- | ------ | ------ |
| Uomini     | 6   | 3       | 2      | 11     |
| Donne      | 2   | 2       | 4      | 8      |
| Gare miste | 0   | 1       | 2      | 3      |

## Delegazione
| Sport                | Uomini | Donne | Totale |
| -------------------- | ------ | ----- | ------ |
| Arrampicata sportiva | 2      | 2     | 4      |
| Atletica leggera     | 38     | 21    | 59     |
| Badminton            | 5      | 7     | 12     |
| Beach volley         | 0      | 2     | 2      |
| Break dance          | 2      | 2     | 4      |
| Calcio               | 18     | 18    | 36     |
| Canoa/kayak          | 2      | 2     | 4      |
| Canottaggio          | 3      | 2     | 5      |
| Ciclismo             | 11     | 11    | 22     |
| Equitazione          | 8      | 0     | 8      |
| Ginnastica           | 6      | 5     | 11     |
| Golf                 | 2      | 2     | 4      |
| Hockey su prato      | 0      | 19    | 19     |
| Judo                 | 7      | 7     | 14     |
| Lotta                | 7      | 6     | 13     |
| Nuoto                | 15     | 14    | 29     |
| Nuoto artistico      | 0      | 9     | 9      |
| Pallacanestro        | 12     | 12    | 24     |
| Pallamano            | 17     | 0     | 17     |
| Pallanuoto           | 13     | 0     | 13     |
| Pallavolo            | 13     | 13    | 26     |
| Pentathlon moderno   | 1      | 1     | 2      |
| Pugilato             | 2      | 0     | 2      |
| Rugby a 7            | 12     | 12    | 24     |
| Scherma              | 9      | 9     | 18     |
| Skateboard           | 4      | 6     | 10     |
| Sollevamento pesi    | 2      | 1     | 3      |
| Surf                 | 3      | 1     | 4      |
| Tennis               | 2      | 4     | 6      |
| Tennistavolo         | 3      | 3     | 6      |
| Tiro con l'arco      | 3      | 1     | 4      |
| Tiro                 | 2      | 1     | 3      |
| Triathlon            | 2      | 1     | 3      |
| Tuffi                | 2      | 3     | 5      |
| Vela                 | 3      | 4     | 7      |
| Totale               | 231    | 201   | 432    |

## Risultati

### Arrampicata sportiva
Il Giappone ha qualificato quattro arrampicatori sportivi al torneo olimpico. Tomoa Narasaki e Ai Mori si sono qualificati direttamente per la combinata boulder e lead maschile e femminile, vincendo la medaglia di bronzo e assicurandosi uno dei tre posti disponibili ai Campionati mondiali IFSC del 2023 a Berna, in Svizzera. Sorato Anraku si è qualificato per la combinata boulder e lead maschile vincendo le qualificazioni asiatiche a Giacarta, in Indonesia.
Boulder & lead
| Atleta         | Evento                   | Qualificazione | Qualificazione | Qualificazione | Qualificazione | Qualificazione | Qualificazione | Qualificazione | Finale    | Finale    | Finale    | Finale | Finale    | Finale | Finale |
| Atleta         | Evento                   | Boulder        | Boulder        | Lead           | Lead           | Lead           | Totale         | Rank           | Boulder   | Boulder   | Lead      | Lead   | Lead      | Totale | Rank   |
| Atleta         | Evento                   | Risultato      | Posizione      | Risultato      | Tempo          | Posizione      | Totale         | Rank           | Risultato | Posizione | Risultato | Tempo  | Posizione | Totale | Rank   |
| -------------- | ------------------------ | -------------- | -------------- | -------------- | -------------- | -------------- | -------------- | -------------- | --------- | --------- | --------- | ------ | --------- | ------ | ------ |
| Tomoa Narasaki | Boulder e Lead maschile  |                |                |                |                |                |                |                |           |           |           |        |           |        |        |
| Sorato Anraku  | Boulder e Lead maschile  |                |                |                |                |                |                |                |           |           |           |        |           |        |        |
| Ai Mori        | Boulder e Lead femminile |                |                |                |                |                |                |                |           |           |           |        |           |        |        |
| Miho Nonaka    | Boulder e Lead femminile |                |                |                |                |                |                |                |           |           |           |        |           |        |        |